# Fédération nationale des éleveurs de chèvres
Pour les articles homonymes, voir FNEC.
La Fédération nationale des éleveurs de chèvres (FNEC) est une des associations spécialisées de la Fédération nationale des syndicats d'exploitants agricoles (FNSEA).

## Histoire
La Fédération nationale des éleveurs de chèvres est fondée en 1954 pour représenter les intérêts des producteurs de lait et de fromages fermiers de la filière caprine.
À partir de 1963, la FNEC met en place un appui technique concernant la zootechnie : la sélection, le contrôle laitier et la conduite des troupeaux avant de transférer cette activité, en 1967, dans un institut technique spécialisé.
La fédération joue un rôle pour faire reconnaître les spécificités du secteur caprin en participant à une structuration de la filière avec la naissance d'une interprofession, l’Association nationale interprofessionnelle caprine (Anicap), et en représentant, depuis 2014, le secteur au sein de l'Association nationale interprofessionnelle du bétail et des viandes (Interbev).